# Liste des maires du Grau-du-Roi
Ce tableau reprend l'ensemble des maires du Grau-du-Roi, commune du Gard (France), ou des personnes qui ont exercé à titre provisoire la fonction de maire, depuis 1879.

## Liste des maires
| Période        | Période        | Identité         | Étiquette    | Qualité |
| -------------- | -------------- | ---------------- | ------------ | --- |
| octobre 1879   | mai 1884       | Amédée Rédarès   |              | |
| juin 1884      | avril 1892     | Jacques Mézy     |              | |
| mai 1892       | avril 1896     | Ange Delorenzi   |              | |
| mai 1896       | décembre 1896  | Léon Pommier     |              | |
| décembre 1896  | août 1897      | Joseph Dumas     |              | |
| août 1897      | septembre 1897 | Jacques Mézy     |              | Président de la délégation spéciale                                                                                             |
| septembre 1897 | octobre 1905   | Jean Gourdon     |              | |
| novembre 1905  | novembre 1919  | Louis Ponsole    |              | |
| décembre 1919  | avril 1925     | Auguste Vincent  |              | |
| mai 1925       | décembre 1940  | Antonin Revest   |              | Conseiller général du canton d'Aigues-Mortes                                                                                    |
| janvier 1941   | août 1944      | Jean Tourette    |              | Président de la délégation spéciale                                                                                             |
| septembre 1944 | mai 1945       | Antonin Revest   |              | Président du comité de Libération                                                                                               |
| mai 1945       | mars 1965      | Belsamond Ramain | PSU          | |
| mars 1965      | mars 1983      | Jean Bastide     | PSU puis PS  | Conseiller général du canton d'Aigues-Mortes (1945-1961 et 1967-1973) Député de la deuxième circonscription du Gard (1973-1978) |
| mars 1983      | avril 2014     | Étienne Mourrut  | RPR puis UMP | Conseiller général du canton d'Aigues-Mortes (1985-2002) Député de la deuxième circonscription du Gard (2002-2012)              |
| avril 2014     | En cours       | Robert Crauste   | DVG puis DVC | Conseiller régional du Languedoc-Roussillon depuis mars 2010, Président de la Communauté de communes                            |